# Capistrano Francisco Heim
Capistrano Francisco Heim (ur. 21 stycznia 1934 w Catskill, zm. 24 września 2020 w Albany) – amerykański duchowny rzymskokatolicki posługujący w Brazylii, w latach 1988–2010 biskup prałat Itaituba.

## Życiorys
Święcenia kapłańskie przyjął 18 grudnia 1965. 6 lipca 1988 został prekonizowany prałatem terytorialnym Itaituba. Sakrę biskupią otrzymał 17 września 1988. 8 grudnia 2010 przeszedł na emeryturę.